# Thorklasse

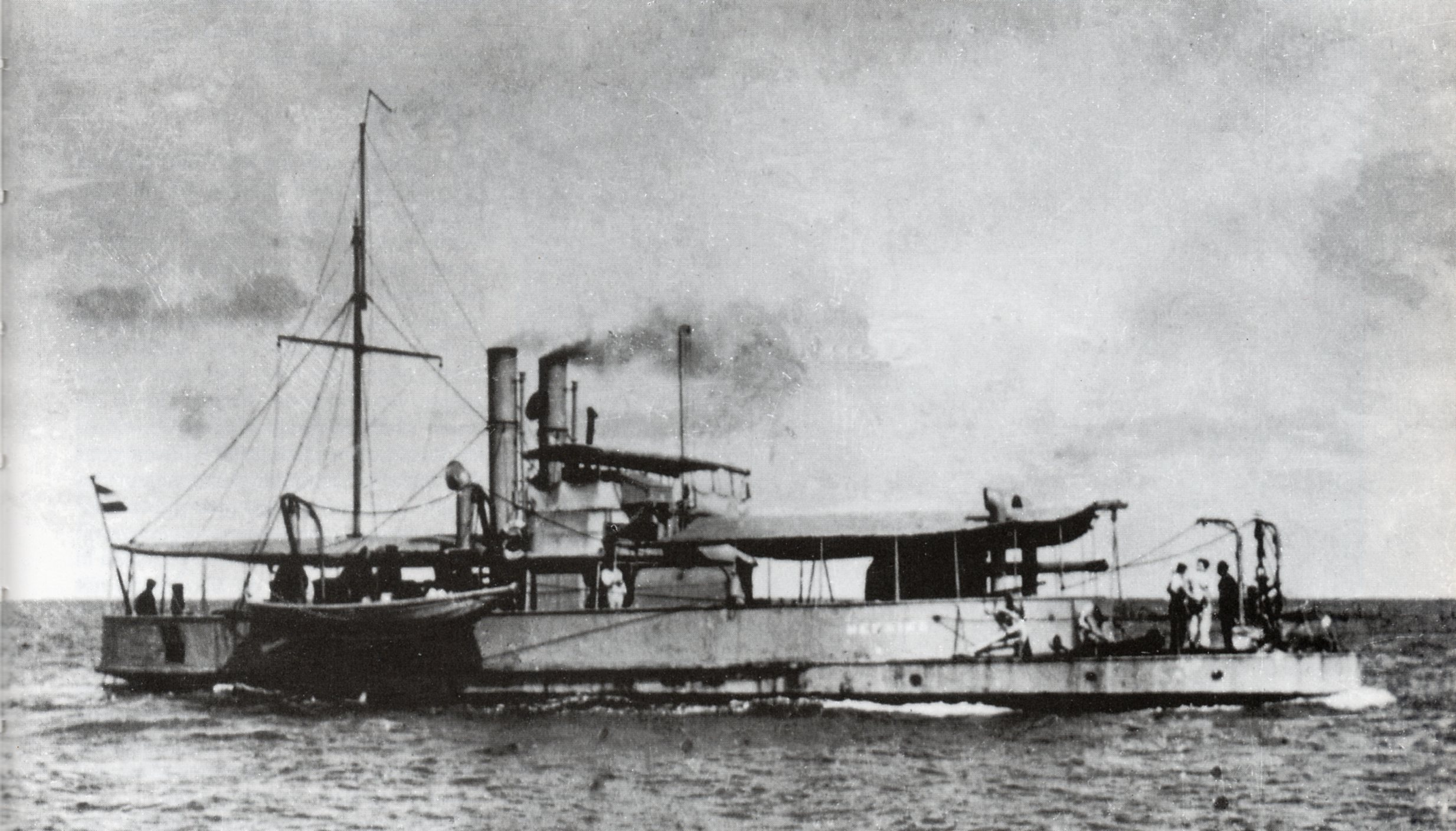
Hr. Ms. Heffering

De Thorklasse was een Nederlandse scheepsklasse van kanonneerboten die in de jaren zeventig, tachtig en negentig van de 19de eeuw zijn gebouwd voor de Nederlandse marine. Tijdens de Duitse aanval op Nederland in 1940 waren negen van deze schepen nog steeds bij de Nederlandse marine in dienst en dus meer dan zestig jaar oud. De schepen zijn gebouwd door verschillende Nederlandse scheepswerven waaronder Christie, Nolet & de Kuyper uit Delfshaven en Fijenoord uit Rotterdam. Een deel van de schepen is omgebouwd tot hulpmijnenlegger terwijl andere werden gebruikt als rivierkanonneerboot.

## Schepen
- Balder (1879 - 1940)
- Braga (1879 - 1940)
- Bulgia (1894 - 1940)
- Freyr (1877 - 1940)
- Hadda (1880 - 1940)
- Heffring (1880 - 1940)
- Thor (1877 - 1940)
- Tyr (1878 - 1940)
- Vidar (1879 - 1940)

## Ontwerp
Het originele ontwerp waren schepen met 28 meter lang 8,2 meter breed en een diepgang van 2,3 meter hadden. Vanwege het wat lompe ontwerp werden ze wel aangeduid als strijkijzers. De stoom-aangedreven schepen konden 30 ton steenkool bunkeren waarmee de schepen van 1.200 zeemijlen. Bij een maximale belading hadden de schepen een waterverplaatsing van 244 ton.

## Bewapening
De bewapening van de verschillende schepen is over de jaren heen aangepast en in 1940 niet meer uniform. Bij de bouw waren de schepen echter uitgerust met een 28 cm kanon.